# VRT Top 30
VRT Top 30 eller Radio 2 Top 30 är en belgisk hitlista som sänds i Vlaamse Radio- en Televisieomroep, närmare bestämt i Radio 2. Listan hette BRT Top 30 fram till 1992.
Listan hade prmeiär 2 maj 1970, med Spirit in the Sky med Norman Greenbaum som första etta.
Den var officiell hitlista för Flandern fram till januari 1995, då Ultratop 50 startades.